# Petra Vajdová
Petra Vajdová (ur. 29 kwietnia 1985 w Martinie) – słowacka aktorka. W 2013 r. została laureatką nagrody DOSKY w kategorii „najlepsza aktorka” za role w spektaklu Fanny a Alexander w Słowackim Teatrze Narodowym. W 2017 r. wzięła udział w programie Let's Dance, ale wycofała się w październiku po urazie nogi.

## Filmografia (wybór)
- Búrlivé víno (serial telewizyjny, 2012)
- Jak jsme hráli čáru (2014)